# Muszezib-Marduk
Muszezib-Marduk (akad. Mušezib-Marduk, tłum. „(bóg) Marduk jest zbawcą”) – król Babilonii w latach 693–689 p.n.e.
Po pojmaniu Nergal-uszeziba stronnictwo przeciwne Asyrii wybrało Chaldejczyka Muszezib-Marduka z plemienia Bit-Dakkuri na króla Babilonu. Zbudował on szeroką koalicję antyasyryjską: Elamu, Babilonii, plemion chaldejskich i aramejskich, która stoczyła zaciętą lecz nierozstrzygniętą bitwę pod Halule w 691 r. p.n.e. z Sennacherybem. Osłabiony przez sojusznika Humban-umenę III, który nie udzielił mu pomocy został oblężony w Babilonie przez Sennacheryba. Prawdopodobnie zginął w czasie walk o miasto, które z rozkazu króla asyryjskiego zostało zburzone, za wcześniejszą zdradę jego syna Aszur-nadin-szumiego przez Babilończyków i wydanie go Elamitom. Niepowodzenia polityki Sennacheryba względem Babilonii i ciągłe bunty skłoniły króla asyryjskiego do pozostawienia tego kraju w stanie chaosu.